# Guennadi Olonkine
Guennadi Nikititch Olonkine (en russe : Геннадий Никитич Олонкин ; en norvégien : Gennadij Nikititsj Olonkin), né le 10 septembre 1898 à Kad Moudyoujskoï (Arkhangelsk) et mort le 15 septembre 1960 à Tromsø, est un explorateur polaire et opérateur radio norvégien d’origine russe. 

## Biographie
Seul garçon d’une famille de douze enfants, il commence à servir comme opérateur radio à la station arctique du détroit de Iougor (à Khabarovo, île Vaïgatch, en 1917) et devient en 1918 l’opérateur radio et mécanicien du Maud, le bateau de Roald Amundsen et le restera jusqu’en 1925. Il sera un des hommes les plus appréciés d’Otto Sverdrup et de Finn Malmgren et un des quatre membres de l’expédition visant à franchir le détroit de Béring en 1921.  

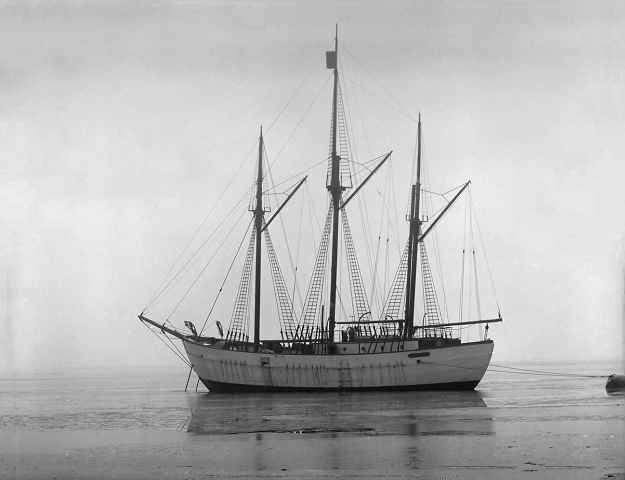
Le Maud en 1918

Prévu au départ pour l’expédition du dirigeable Norge en 1926, il en est exclu pour un problème d’oreille. L’historiographie soviétique écrit qu’Umberto Nobile aurait affirmé qu’Olonkine fut exclu par Amundsen en raison de ses origines russes. Pourtant, cette même année, Olonkine fut fait chevalier de l'Ordre de Saint-Olaf, obtint la nationalité norvégienne et commença à travailler à l’Institut météorologique norvégien à Oslo.  

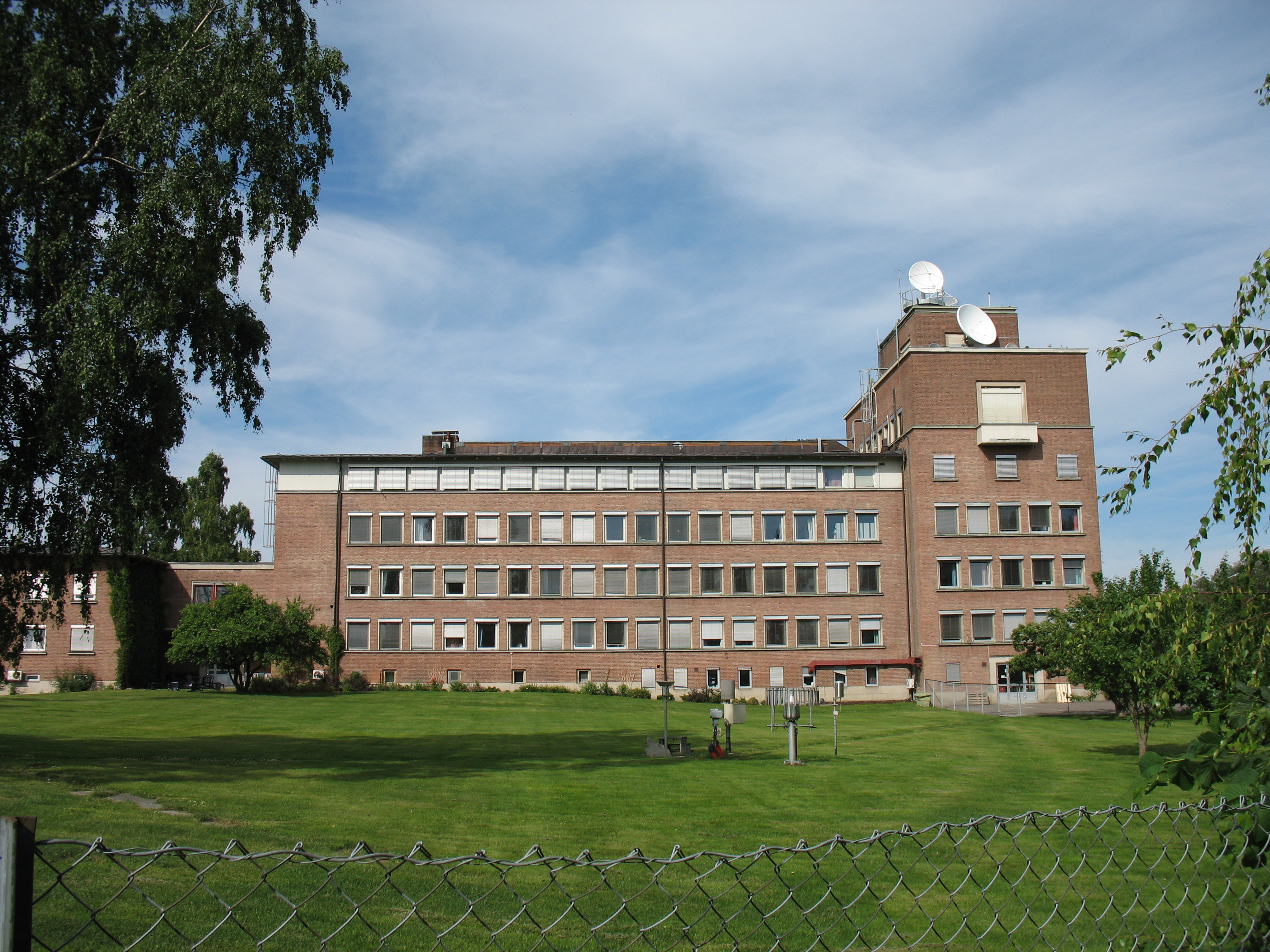
L'Institut météorologique norvégien

De 1928 à 1936, il est engagé dans diverses expéditions sur l’île Jan Mayen et, en 1958, y participe au développement de la LORAN.
Il meurt d'un cancer en 1960.

### Famille
Marié, il eut trois enfants, deux filles et un garçon.

## Postérité

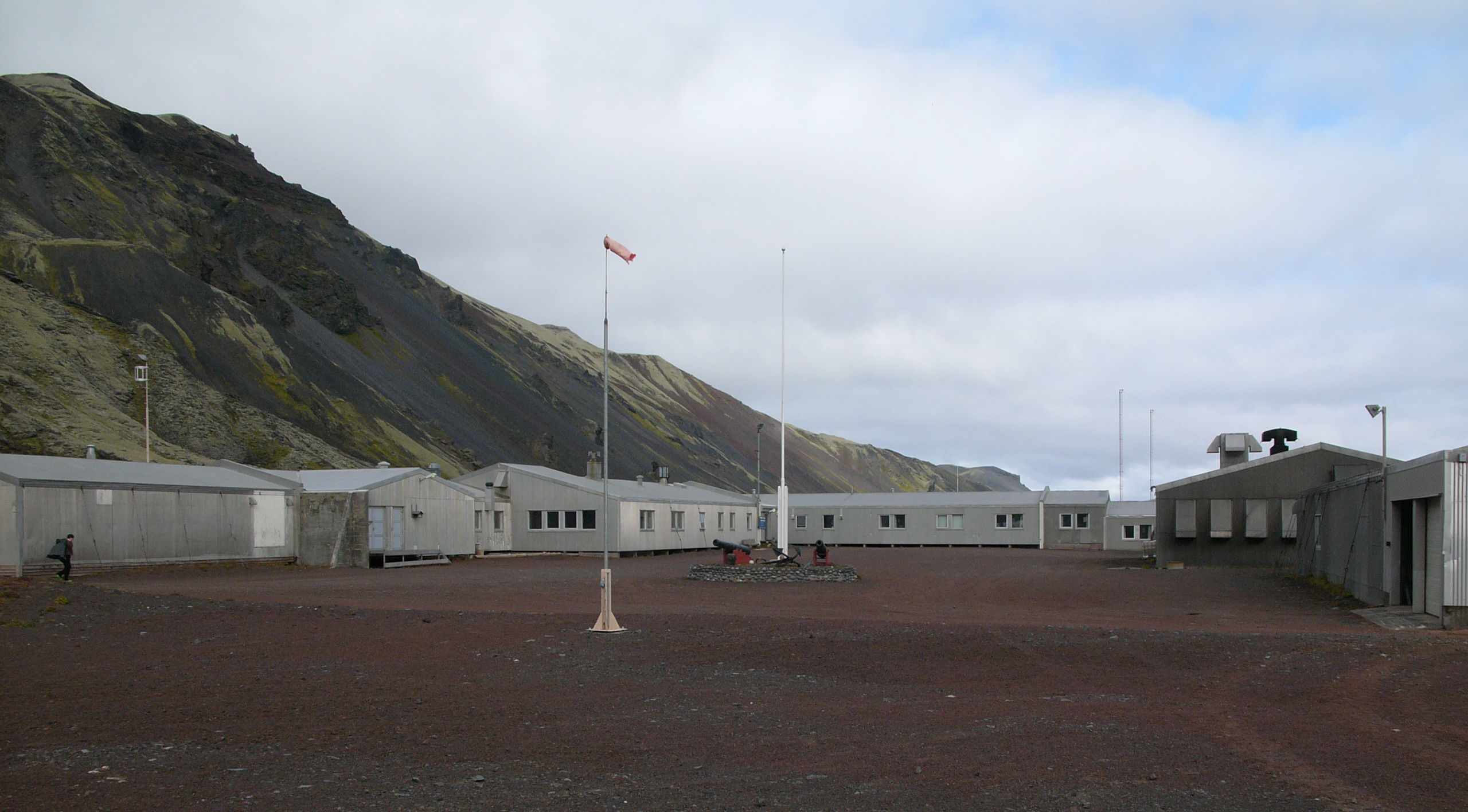
La station Olonkinbyen sur l'île Jan Mayen.

Un cap (cap Olonkin) et une station météo (Olonkinbyen) de Jan Mayen ont été nommés en son honneur.
Dans le film historique et biographique norvégien Voyage au bout de la Terre (Amundsen), réalisé par Espen Sandberg et sorti en 2019, son rôle est interprété par Sondre Larsen.